# Каврайський Володимир Володимирович
Володимир Володимирович Каврайський (рос. Владимир Владимирович Каврайский; 22 квітня 1884 — 26 лютого 1954) — російський радянський астроном, геодезист і картограф.
Родився в селі Жеребятниково (нині Ульяновська область Росії). У 1916 закінчив Харківський університет. З 1921 працював у Військово-морській академії (з 1935 професор). З 1944 — інженер-контр-адмірал.
Основні наукові роботи відносяться до математичної картографії та астрометрії. Займався узагальненням властивостей картографічних проєкцій, встановленням математичних критеріїв їхньої оцінки, а також розробкою оригінальних проєкцій, які нині носять його ім'я, для карт світу та окремих частин земної поверхні. Цікавими є його роботи, присвячені виготовленню глобусів. Розробив метод спільного визначення часу і широти (спосіб Каврайського) для виконання точних астрономічних спостережень у високих широтах (від 60° до 80°). Метод заснований на спостереженні не менше двох пар зірок попарно на рівних висотах. Ввів удосконалення в обробку спостережень пар зірок за способом Пєвцова на кількох нитках. Займався теорією астрономічних інструментів та їхнім конструюванням. Винайшов нові оптичні прилади — пеленгатор і нахиломір, за допомогою яких навігаційні і астрономічні визначення місця корабля стали простішими і доступнішими навіть в умовах недостатньої освітленості.
Автор кількох розділів в колективній праці «Введення в практичну астрономію», був його відповідальним редактором. У 1956—1960 опубліковані «Вибрані праці» Каврайського в 2-х томах.
Сталінська премія (1952).